# Swoboda Sofia
Swoboda Sofia (bułg. СК "Свобода" (София)) – bułgarski klub piłkarski z siedzibą w stolicy kraju, mieście Sofia, działający w latach 1920–1945.

## Historia
Chronologia nazw:
- 1920: Swoboda Sofia (bułg. СК "Свобода" (София))
- 1937: Swoboda-Chitow Sofia (bułg. СК "Свобода-Хитов" (София)) – po fuzji z Chitow Sofia
- 1939: Swoboda Sofia (bułg. СК "Свобода" (София)) – po wyjściu z fuzji
- 26.03.1945: klub rozwiązano - po fuzji z Pobeda, Botew i Ustrem, tworząc Septemwri Sofia

Klub Sportowy o nazwie Swoboda  został założony w Sofijskiej dzielnicy Tri kładenci, w maju 1920 roku. Jej założycielami są bracia Stawri i Ilija Stamenow, Dimityr Jaczew i Dimityr Władimirow. Nazwa zespołu pochodzi od filmu o tym samym tytule, który wówczas oglądali. W okresie swojego istnienia do klubu dołączyło kilka niezorganizowanych klubów osiedlowych ze swojego regionu. W sezonie 1928/29 zespół zwyciężył w Sofijskiej trzeciej dywizji i zdobył promocję do drugiej dywizji. W kolejnych dwóch sezonach był tuż za mistrzem, tracąc możliwość awansu do pierwszej dywizji. W 1937 roku klub połączył się z silnym zespołem osiedlowym "Chitow" (Sofia), lecz w 1939 roku powrócił do starej nazwy Swoboda. Ale w 1940 roku nastąpiła reorganizacji mistrzostw Bułgarii, wskutek czego 6 drużyn z Sofii, grające w Nacionałnej futbołnej diwiziji, oraz mistrz I dywizji Sofijskiej utworzyli pierwszą dywizję mistrzostw Sofii, a Swoboda została zdegradowany do trzeciej dywizji. 26 marca 1945 roku, wraz z trzema innymi klubami (Pobeda, Botew i Ustrem), połączył się z Septemwri (Sofia) i przestał istnieć.

## Barwy klubowe, strój, herb, hymn
|  |  |

Klub ma barwy początkowo niebiesko-czarne, a potem błękitno-białe. Piłkarze domowe spotkania zazwyczaj grają w błękitnych koszulkach, błękitnych spodenkach oraz błękitnych getrach.

## Sukcesy

### Trofea międzynarodowe
Do chwili obecnej klub jeszcze nigdy nie zakwalifikował się do rozgrywek europejskich.

### Trofea krajowe
| \| \| Zdobyte trofea w rozgrywkach Bułgarii (stan na: 31-05-2024) \| |                                                             |      |          |
| Rozgrywki                                                            | Osiągnięcie                                                 | Razy | Sezon(y) |
| · Mistrzostwo                                                        | I miejsce                                                   | 0    |          |
| · Mistrzostwo                                                        | II miejsce                                                  | 0    |          |
| · Mistrzostwo                                                        | III miejsce                                                 | 0    |          |
| Puchar                                                               | zdobywca                                                    | 0    |          |
| Puchar                                                               | finalista                                                   | 0    |          |
| II liga                                                              | I miejsce                                                   | 0    |          |
| II liga                                                              | II miejsce                                                  | 0    |          |
| II liga                                                              | III miejsce                                                 | 0    |          |
| Bułgaria                                                             | Zdobyte trofea w rozgrywkach Bułgarii (stan na: 31-05-2024) |      |          |

- II sofijska diwizija (D3):
  - wicemistrz (2x): 1929/30 (gr.Sofia), 1930/31 (gr.Sofia)

## Poszczególne sezony

### Rozgrywki międzynarodowe

#### Europejskie puchary
Nie uczestniczył w rozgrywkach europejskich.

### Rozgrywki krajowe
| \| Bułgaria \| Bilans występów klubu w rozgrywkach piłkarskich Bułgarii (Stan na 31 maja 2025 r.) \| \| |                                                                                    |        |       |   |   |   |    |    |     |                      |        |        |      |
| Poziom                                                                                                  | Rozgrywki                                                                          | Sezony | Mecze | Z | R | P | B+ | B– | Pkt | Lata                 | Awanse | Spadki | Naj. |
| I | Nacionałna futbołna diwizija / Dyrżawno pyrwenstwo                                 | 0      |       |   |   |   |    |    |     |                      |        |        |      |
| II | B RPG / Wtora PFG / Pyrwa PFL / B PFG / Wtora PFL                                  | 0      |       |   |   |   |    |    |     |                      |        |        |      |
| III | Treta amatorska futbołna liga                                                      | 11     |       |   |   |   |    |    |     | 1929–1940            | 0      | 1      | 2    |
| IV | Obłastna futbołna liga                                                             | 6+     |       |   |   |   |    |    |     | 192?–1929, 1940–1945 | 1      | 0      | 1    |
| | Puchar Bułgarii                                                                    | 0      |       |   |   |   |    |    |     |                      | 0      | 0      |      |
| Bułgaria                                                                                                | Bilans występów klubu w rozgrywkach piłkarskich Bułgarii (Stan na 31 maja 2025 r.) |        |       |   |   |   |    |    |     |                      |        |        |      |

## Struktura klubu

### Stadion
Drużyna rozgrywała swoje mecze domowe w Sofii na swoim stadionie, który znajdował się za dzisiejszym Trzecim Szpitalem Miejskim pomiędzy bulwarem Todor Aleksandrow a Wardar. Nie posiadał trybun, ale jego pojemność wynosiła 4000 widzów. 

## Kibice i rywalizacja z innymi klubami

### Derby
- AS 23 Sofia
- Benkowski Sofia
- Botew Sofia
- Grafik Sofia
- Lewski Sofia
- Rakowski Sofia
- SK Sofia
- Sławia Sofia
- Sportist Sofia
- Szipka Sofia
- Ustrem Sofia
- ŻSK Sofia